# الدهليز (قاعدة بيانات)
قاعدة بيانات الدهليز هو موقع على الإنترنت يحوي معلومات متقدمة عن الأفلام والمسلسلات والفنانين والعاملين بالمجال الفني في المنطقة العربية.

## المميزات
يقدم موقع الدهليز بيانات متقدمة عن الأفلام والمسلسلات العربية بالإضافة للمعلومات الأساسية مثل التصنيف والمدة وسنة الإنتاج وطاقم العمل. وتتضمن البيانات المتقدمة أسماء الشخصيات بالعمل، بعض الأخطاء الإخراجية، أقوال متميزة، سمات العمل، بعض الألفاظ الحادة الواردة بالعمل، إلى غير ذلك.
كما يقدم الموقع بيانات للفنانين والعاملين بالمجال الفني وتشمل البيانات الأساسية كالميلاد والدراسة وسنوات العمل، وبعض البيانات العائلية، بالإضافة للمحطات الهامة في حياة الفنان مثل الدراسة وبداية المشوار الفني والجوائز، وخاصية الشبكة العائلية والتي توضح صلة القرابة مع فنانين آخرين، والشبكة الفنية والتي تضم أكثر الفنانين عملا مع فنان معين.
يحتوي الموقع على محرك بحث متقدم يتيح للمستخدم البحث عن الأفلام والمسلسلات والفنانين والعاملين بالسينما والتلفزيون، بالإضافة للبحث بأقوال مشهورة أو أسماء شخصيات أو سمات العمل أو غير ذلك.
ومن الناحية الترفيهية يقدم الموقع بعض الأنشطة الترفيهية المتعلقة بالمجال الفني مثل مسابقات الدهليز والمتمثلة في عدد من الأسئلة التي يمكن للمستخدم الإجابة عليها للمنافسة على الظهور بلوحة الشرف الخاصة بالمسابقات في الموقع. وكذلك أيضا يقدم الموقع أدوات متقدمة لعمل الميمز بالموقع باستخدام صور الأفلام والمسلسلات والفنانين ومشاركتها على الإنترنت، وتتضمن تكنولوجيا الذكاء الإصطناعى والتي تتيح للمستخدم تبديل الوجه في صورة الميم بصورة لوجه المستخدم نفسه.

## المحتوى
يحتوي موقع الدهليز على بيانات أكثر من 4000 فيلم عربي و900 مسلسل و21 ألف فنان وعامل بمجال السينما والتلفزيون، وذلك حسب البيانات المسجلة بقاعدة البيانات حتى شهر يونيو 2024.

## تاريخ
تم إطلاق موقع الدهليز في شهر مايو 2017.